# Iouri Droujnikov
Pour les articles homonymes, voir Droujnikov.
Iouri Ilitch Droujnikov (en russe : Юрий Ильич Дружников) est le nom de plume de l'écrivain russe Iouri Israelevitch Alperovitch (en russe : Ю́рий Изра́илевич Альперо́вич), né le 17 avril 1933 à Moscou et mort le 14 mai 2008 à Davis, Californie.

## Biographie
Élevé dans le quartier de Zamoskvoretchie à Moscou, il apprend le violon à partir de quatre ans. Sa famille est évacuée en Oudmourtie pendant la Deuxième Guerre mondiale et il y souffre de la faim (« Le plus puissant souvenir de cette époque, c’est la faim, je rêvais d’une miche de pain noir qu’on me laisserait manger tout seul »). Rentré à Moscou en 1945, il se passionne pour la littérature.
Refusé dans les universités moscovites car accusé lors d'un examen d'avoir fait des « erreurs dans l’exposition du rôle du camarade Staline dans la guerre civile » selon ses dires, il part faire ses études à l'université de Riga. Après le mort de Staline en 1953, il rentre à Moscou poursuivre ses études et travaille en même temps aux Archives de la Révolution d'octobre. Il rédige une thèse sur Pouchkine. Sa première affectation comme enseignant est à l'Institut Pédagogique de Biïsk, au Kazakhstan. Il est directeur d'école quelque temps, puis rentre à Moscou à la fin des années cinquante.
Il devient alors journaliste, correspondant pour plusieurs journaux, dont les Izvestia puis au Sovetski Komsomolets. Présent à Prague au moment de la répression de 1968, il en revient bouleversé et commence la rédaction clandestine de son roman Des anges sur la pointe d'une aiguille, roman décrivant le cynisme et le surréalisme de la société brejnévienne. Admis à l'Union des écrivains soviétiques en 1971, il en est exclu en 1977. Son roman a été en partie confisqué, il parvient à en faire passer un exemplaire en Occident, et aide d'autres écrivains à faire passer leurs samizdat hors de l'URSS. 
Inquiété régulièrement par la police, interrogé à la Loubianka et menacé d'être envoyé en camp psychiatrique, il continue à envoyer ses manuscrits à l'étranger, où ils sont publiés (notamment aux États-Unis) sans qu'il en soit informé. En 1987, une pétition de 83 membres du Congrès américain adressée à Gorbatchev demande son extradition, qui est acceptée. Il perd cependant sa nationalité et devient apatride, avec sa femme et son fils.
Il s'installe aux États-Unis et enseigne à l'université d'Austin, au Texas, tout en travaillant à la publication de ses livres et en donnant des conférences. Il lit ses manuscrits pour Radio-Liberté, la Voix de l'Amérique ou la BBC, radios qui émettent en direction de l'URSS. Malgré la Glasnost, il est toujours considéré à Moscou comme un auteur dangereux et Les anges sur la pointe d'une aiguille restent interdits de publication jusqu'au putsch de 1991.
Son roman Des anges sur la pointe d'une aiguille a été classé dans les dix meilleurs romans russes contemporains par l'Université de Varsovie et l'Unesco l'a consacré meilleur ouvrage contemporain traduit.

## Œuvres (liste non exhaustive)

### Traduites en français
- Des anges sur la pointe d'une aiguille, Fayard, 2005, 537 p. [Ангелы на кончике иглы]
- Grandeur et déclin de Lily Bourbon, poétesse et catin, Fayard, 2008, 342 p.
- La seconde femme de Pouchkine, Fayard, 2009, 153 p. [Вторая жена Пушкина]

### Traduites en anglais
- Informer 001: The Myth of Pavlik Morozov, 1996, 200 p.
- Contemporary Russian Myths: A Skeptical View of the Literary Past, 1999, 365 p.
- Prisoner of Russia, 1998, 357 p.
- Passport to Yesterday, 2004, 250 p.